# Federación de Australia

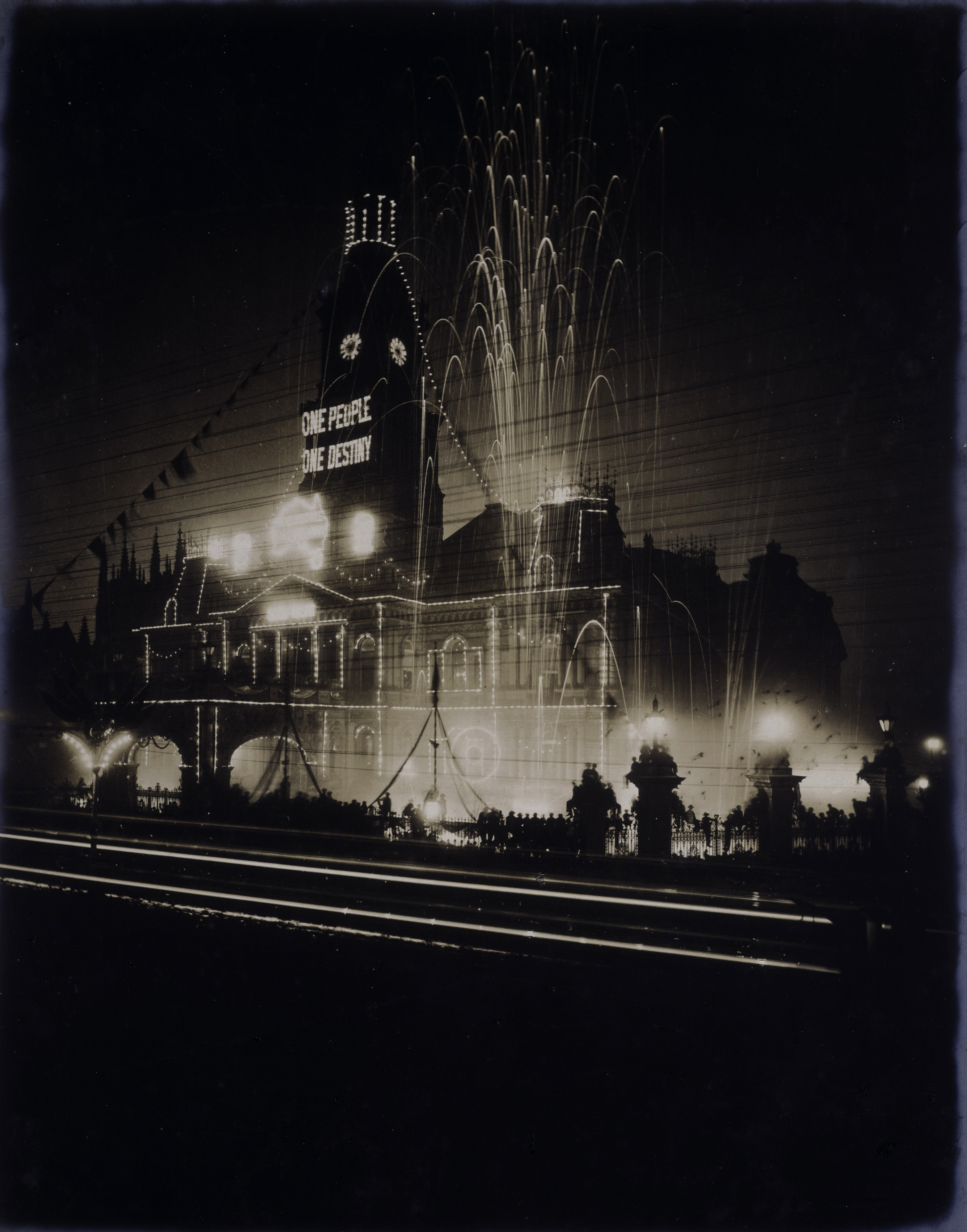
El Ayuntamiento de Sídney iluminado con luces de celebración y fuegos artificiales que marcan la inauguración de la Commonwealth de Australia, 1901. El letrero dice Un pueblo, un destino.

La federación de Australia fue el proceso por el que las seis colonias británicas de Queensland, Nueva Gales del Sur, Victoria, Tasmania, Australia Meridional (que también gobernaba lo que hoy es el Territorio del Norte) y Australia Occidental acordaron unirse y formar la Mancomunidad de Australia, estableciendo un sistema de federalismo en Australia. Las colonias de Fiyi y Nueva Zelanda formaron parte originalmente de este proceso, pero decidieron no unirse a la federación. Tras la federación, las seis colonias que se unieron como estados para formar la Mancomunidad de Australia conservaron los sistemas de gobierno (y las legislaturas bicamerales) que habían desarrollado como colonias separadas, pero también acordaron tener un gobierno federal responsable de los asuntos que afectaban a toda la nación. Cuando la Constitución australiana entró en vigor el 1 de enero de 1901, las colonias se convirtieron colectivamente en estados de la Mancomunidad de Australia.
Los esfuerzos por lograr la federación a mediados del siglo XIX se vieron obstaculizados por la falta de apoyo popular al movimiento. En la década de 1890 se celebraron una serie de convenciones para elaborar una constitución para la Mancomunidad. Sir Henry Parkes, primer ministro de la colonia de Nueva Gales del Sur, desempeñó un papel decisivo en este proceso. Sir Edmund Barton, segundo después de Parkes en cuanto a la duración de su compromiso con la causa de la Federación, fue primer ministro provisional de Australia en las primeras elecciones nacionales de marzo de 1901. Las elecciones dieron a Barton el cargo de Primer Ministro, pero sin mayoría.

## Primeros llamamientos a la federación

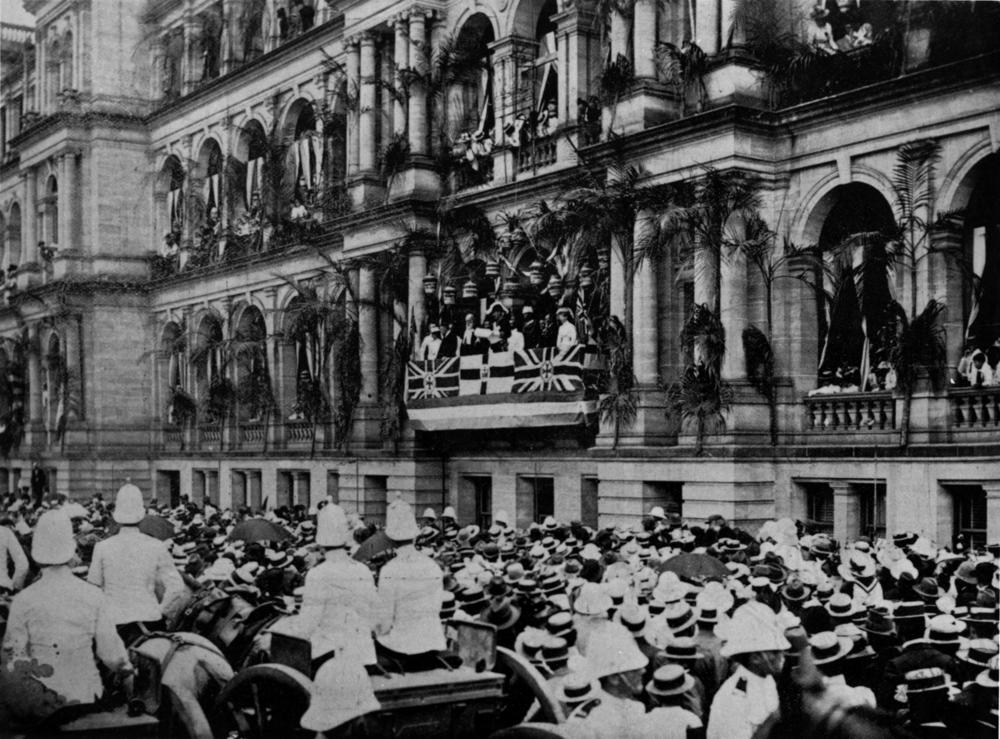
El gobernador de Queensland, Lord Lamington, lee la proclamación de la Reina sobre la Federación en Brisbane.

Ya en 1842, un artículo anónimo publicado en la revista South Australian Magazine pedía la "Unión de las colonias de Australasia en un Gobernador General". En septiembre de 1846, el Secretario Colonial de Nueva Gales del Sur, Sir Edward Deas Thomson, propuso la federación en el Consejo Legislativo de Nueva Gales del Sur . El gobernador de Nueva Gales del Sur, Sir Charles Fitzroy, escribió entonces a la Oficina Colonial Británica proponiendo un "funcionario superior" con poder para revisar la legislación de todas las colonias. En 1847, el Secretario de Estado para las Colonias, Earl Grey, elaboró un plan para una "Asamblea General" de las colonias. La idea se abandonó discretamente. El 19 de agosto de 1857, Deas Thomson presentó un Comité Parlamentario Selecto de Nueva Gales del Sur sobre la cuestión de la federación australiana. El comité informó a favor de una asamblea federal, pero el gobierno cambió entretanto y la cuestión quedó aparcada.

### Consejo Federal de Australasia
A finales de la década de 1880 surgió un movimiento serio a favor de la federación de las colonias, una época de creciente nacionalismo entre los australianos, en su gran mayoría autóctonos. La idea de ser "australiano" empezó a celebrarse en canciones y poemas. Esto se vio favorecido por las mejoras en el transporte y las comunicaciones, como el establecimiento de un sistema telegráfico entre las colonias en 1872. Las colonias australianas también se vieron influidas por otras federaciones que se estaban formando en el mundo, sobre todo en Estados Unidos y Canadá.
Sir Henry Parkes, entonces Secretario Colonial de Nueva Gales del Sur, propuso por primera vez un Consejo Federal en 1867. Tras ser rechazada por el Secretario de Estado británico para las Colonias, el duque de Buckingham, Parkes volvió a plantear la cuestión en 1880, esta vez como primer ministro de Nueva Gales del Sur. En la conferencia, los representantes de Victoria, Nueva Gales del Sur y Australia Meridional examinaron una serie de cuestiones, entre ellas la federación, las comunicaciones, la inmigración china, las enfermedades de la vid y los tipos arancelarios uniformes. La federación podía garantizar que el comercio y el intercambio interestatal en todo el continente estuvieran libres de proteccionismo y que las medidas y el transporte estuvieran normalizados.
El impulso final (y exitoso) para la creación de un Consejo Federal se produjo en una Convención Intercolonial celebrada en Sídney en noviembre y diciembre de 1883. El motivo fue la oposición británica a la anexión unilateral de Nueva Guinea por Queensland y el deseo del gobierno británico de federalizar Australasia. La Convención se convocó para discutir estrategias para contrarrestar las actividades alemanas y francesas en Nueva Guinea y Nuevas Hébridas. Sir Samuel Griffith, primer ministro de Queensland, redactó un proyecto de ley para establecer el Consejo Federal. La conferencia solicitó con éxito al Parlamento Imperial que aprobara el proyecto de ley como Ley del Consejo Federal de Australasia de 1885.
Como resultado, se formó un Consejo Federal de Australasia para representar los asuntos de las colonias en sus relaciones con las islas del Pacífico Sur. Nueva Gales del Sur y Nueva Zelanda no se adhirieron. Las colonias autónomas de Queensland, Tasmania y Victoria y las colonias de la Corona de Australia Occidental y Fiyi, sí se adhirieron. Australia Meridional fue miembro brevemente entre 1888 y 1890. El Consejo Federal estaba facultado para legislar directamente sobre determinados asuntos, y así lo hizo para lograr el reconocimiento mutuo de la naturalización por parte de las colonias, para regular las normas laborales en el empleo de los isleños del Pacífico en la pesca y para permitir que una orden judicial fuera "notificada" fuera de la colonia en la que se había emitido, "una facultad de gran valor en asuntos que iban desde los deudores fugados hasta los procedimientos de divorcio". Pero el Consejo carecía de secretaría permanente, de poderes ejecutivos y de ingresos propios. Además, la ausencia de la poderosa colonia de Nueva Gales del Sur debilitaba su valor representativo.

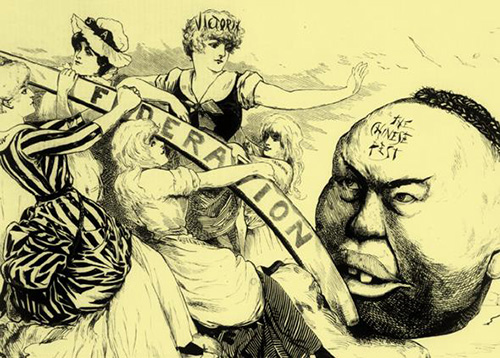
Publicada en 1888, esta caricatura describe el sentimiento antichino que fue una de las fuerzas impulsoras detrás del impulso de la federación.

No obstante, fue la primera forma importante de cooperación intercolonial. Brindó a los federalistas de todo el país la oportunidad de reunirse e intercambiar ideas. Los medios por los que se estableció el Consejo confirmaron el papel continuado del Parlamento Imperial en el desarrollo de la estructura constitucional de Australia. En la Ley del Consejo Federal de Australia, los forjadores australianos establecieron una serie de competencias relativas a su "interés común" que más tarde se reproducirían en la Constitución australiana, en particular en el artículo 51.

### Oposición temprana
Las distintas colonias, con la excepción de Victoria, se mostraban algo recelosas ante la Federación. A los políticos, sobre todo a los de las colonias más pequeñas, no les gustaba la idea de delegar el poder en un gobierno nacional; temían que ese gobierno estuviera inevitablemente dominado por las más populosas Nueva Gales del Sur y Victoria. A Queensland, por su parte, le preocupaba que la llegada de una legislación nacional basada en la raza restringiera la importación de trabajadores kanaka, poniendo así en peligro su industria de la caña de azúcar.
Estas no eran las únicas preocupaciones de quienes se oponían a la Federación. A las colonias más pequeñas también les preocupaba la abolición de los aranceles, que les privaría de gran parte de sus ingresos y dejaría su comercio a merced de los estados más grandes. Nueva Gales del Sur, tradicionalmente librecambista, quería garantías de que la política arancelaria de la Federación no sería proteccionista. El Primer Ministro de Victoria, James Service, describió la unión fiscal como "el león en el camino" de la federación.
Otra cuestión fundamental era cómo distribuir el excedente de ingresos aduaneros del gobierno central entre los estados. En el caso de las colonias más grandes, existía la posibilidad (que nunca se materializó) de que se les pidiera que subvencionaran las economías en dificultades de Tasmania, Australia Meridional y Australia Occidental.
Incluso sin estas preocupaciones, hubo debate sobre la forma de gobierno que adoptaría una federación. La experiencia de otras federaciones no era inspiradora. Estados Unidos, en particular, había sufrido el trauma de la guerra civil.
El naciente movimiento obrero australiano no estaba totalmente comprometido con la Federación. Por un lado, el sentimiento nacionalista era fuerte dentro del movimiento sindical y la idea de una Australia Blanca. Por otro, los representantes sindicales temían que la federación desviara la atención de la necesidad de reformas sociales e industriales y afianzara aún más el poder de las fuerzas conservadoras. Ningún representante de los sindicatos asistió a las convenciones federales. De hecho, los representantes sindicales criticaron la propuesta de constitución federal por considerarla demasiado conservadora. Querían un gobierno federal con más poder para legislar sobre cuestiones como los salarios y los precios. También consideraban que el Senado propuesto era demasiado poderoso, con capacidad para bloquear los intentos de reforma social y política, como hacían abiertamente las cámaras altas coloniales de la época.
Los factores religiosos desempeñaron un papel pequeño, pero no insignificante en las disputas sobre la conveniencia o incluso la posibilidad de la federación. Los líderes a favor de la federación solían ser protestantes, mientras que el entusiasmo católico por la federación era mucho menor, sobre todo porque Parkes había sido militantemente anticatólico durante décadas (y porque el movimiento obrero era desproporcionadamente católico). A pesar de ello, muchos irlandeses veían una atractiva afinidad entre la causa de la autonomía en Irlanda -que federalizaba el Reino Unido- y la federación de las colonias australianas. Los federalistas como Edmund Barton, con el pleno apoyo de su mano derecha Richard O'Connor, se cuidaron de mantener buenas relaciones con la opinión irlandesa.

## Primeras convenciones constitucionales
A principios de la década de 1890, dos reuniones establecieron la necesidad de la federación y fijaron su marco. En 1890 se celebró una reunión informal de representantes oficiales de las colonias de Australasia. Esto condujo a la primera Convención Nacional de Australasia, celebrada en Sídney en 1891. Nueva Zelanda estuvo representada tanto en la conferencia como en la convención, aunque sus delegados indicaron que era poco probable que se uniera a la federación en sus inicios, pero que probablemente estaría interesada en hacerlo más adelante.

### Conferencia Federal de Australasia de 1890
La Conferencia Federal de Australasia de 1890 se celebró a instancias de Parkes. Los relatos sobre su génesis suelen comenzar con Lord Carrington, gobernador de Nueva Gales del Sur, incitando al envejecido Parkes durante el almuerzo del 15 de junio de 1889. Se dice que Parkes se jactó de que podía "confederar estas colonias en doce meses". Carrington replicó: "Entonces, ¿por qué no lo haces? Sería un final glorioso para tu vida". Al día siguiente, Parkes escribió al primer ministro de Victoria, Duncan Gillies, ofreciéndose a promover la causa de la federación. La respuesta de Gillies fue previsiblemente fría, dada la reticencia de Parkes a incorporar a Nueva Gales del Sur al Consejo Federal. En octubre, Parkes viajó al norte, a Brisbane, y se reunió con Griffith y Sir Thomas McIlwraith. En el viaje de regreso, se detuvo justo al sur de la frontera colonial y el 24 de octubre de 1889 pronunció la histórica Oración de Tenterfield, en la que declaró que había llegado el momento de que las colonias se plantearan la federación australiana.
A finales de 1889, los primeros ministros y los gobernadores mantuvieron correspondencia y acordaron convocar una reunión informal. Los miembros fueron: Nueva Gales del Sur, Parkes (Primer Ministro) y William McMillan (Tesorero Colonial); Victoria, Duncan Gillies (Primer Ministro) y Alfred Deakin (Secretario Principal); Queensland, Sir Samuel Griffith (Líder de la Oposición) y John Murtagh Macrossan (Secretario Colonial); Australia Meridional, Dr. John Cockburn (Primer Ministro) y Thomas Playford (Jefe de la Oposición); Tasmania, Andrew Inglis Clark (Fiscal General) y Stafford Bird (Tesorero); Australia Occidental, Sir James George Lee Steere (Presidente); Nueva Zelanda, Capitán William Russell (Secretario Colonial) y Sir John Hall.

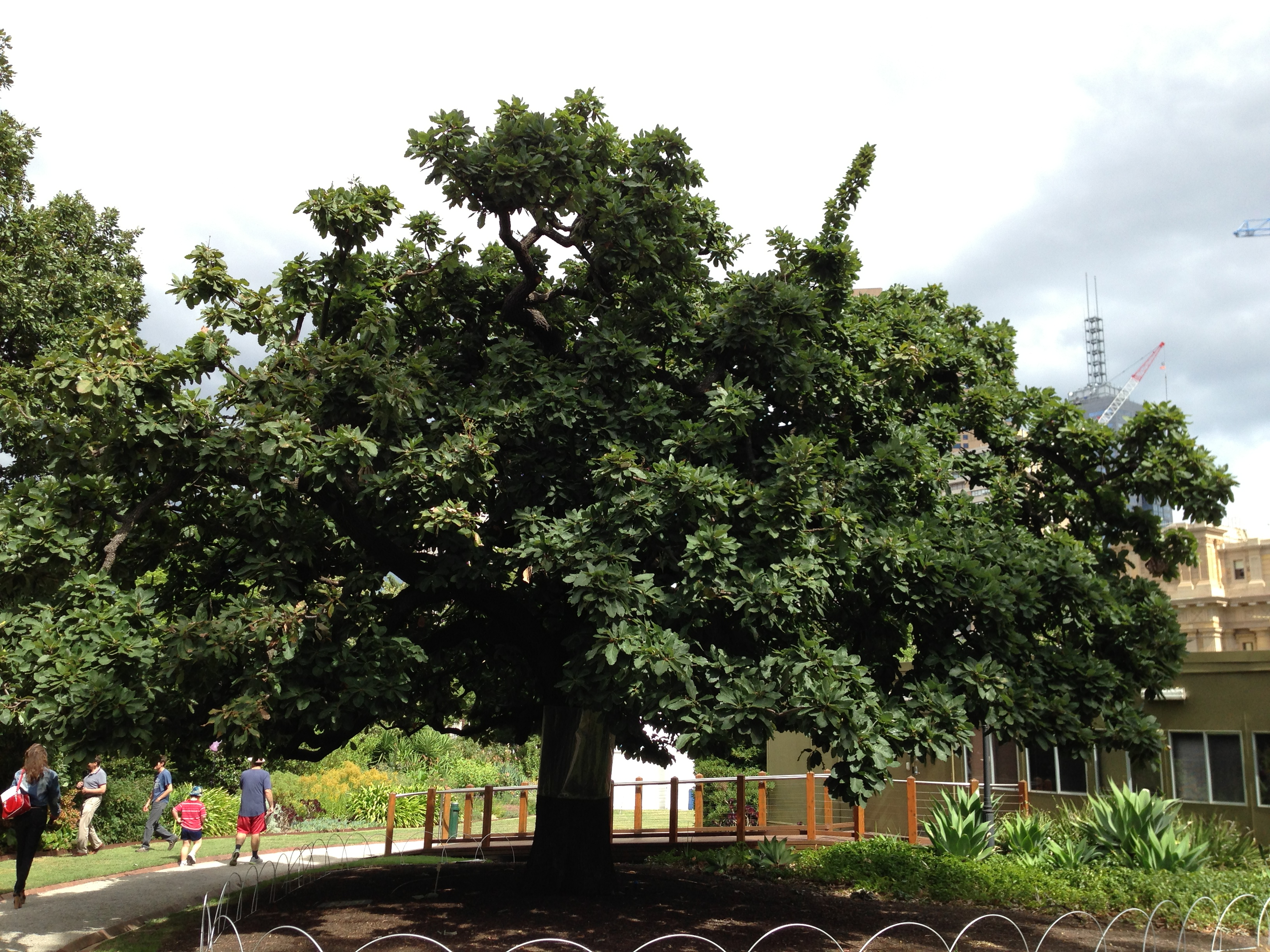
El Roble Federal en los jardines de la Casa del Parlamento de Victoria, Melbourne. El árbol fue plantado por Sir Henry Parkes en 1890 para conmemorar la reunión de la Conferencia Federal Australiana.

Cuando la conferencia se reunió en el Parlamento de Victoria, en Melbourne, el 6 de febrero, los delegados se enfrentaron a una abrasadora temperatura veraniega de 39,7 °C a la sombra. La conferencia debatió si había llegado el momento de proceder a la federación.
Aunque algunos delegados estuvieron de acuerdo, los estados más pequeños se mostraron menos entusiastas. Thomas Playford, de Australia Meridional, citó como obstáculos la cuestión de los aranceles y la falta de apoyo popular. Del mismo modo, Sir James Lee Steere, de Australia Occidental, y los delegados de Nueva Zelanda sugirieron que había poco apoyo a la federación en sus respectivas colonias.

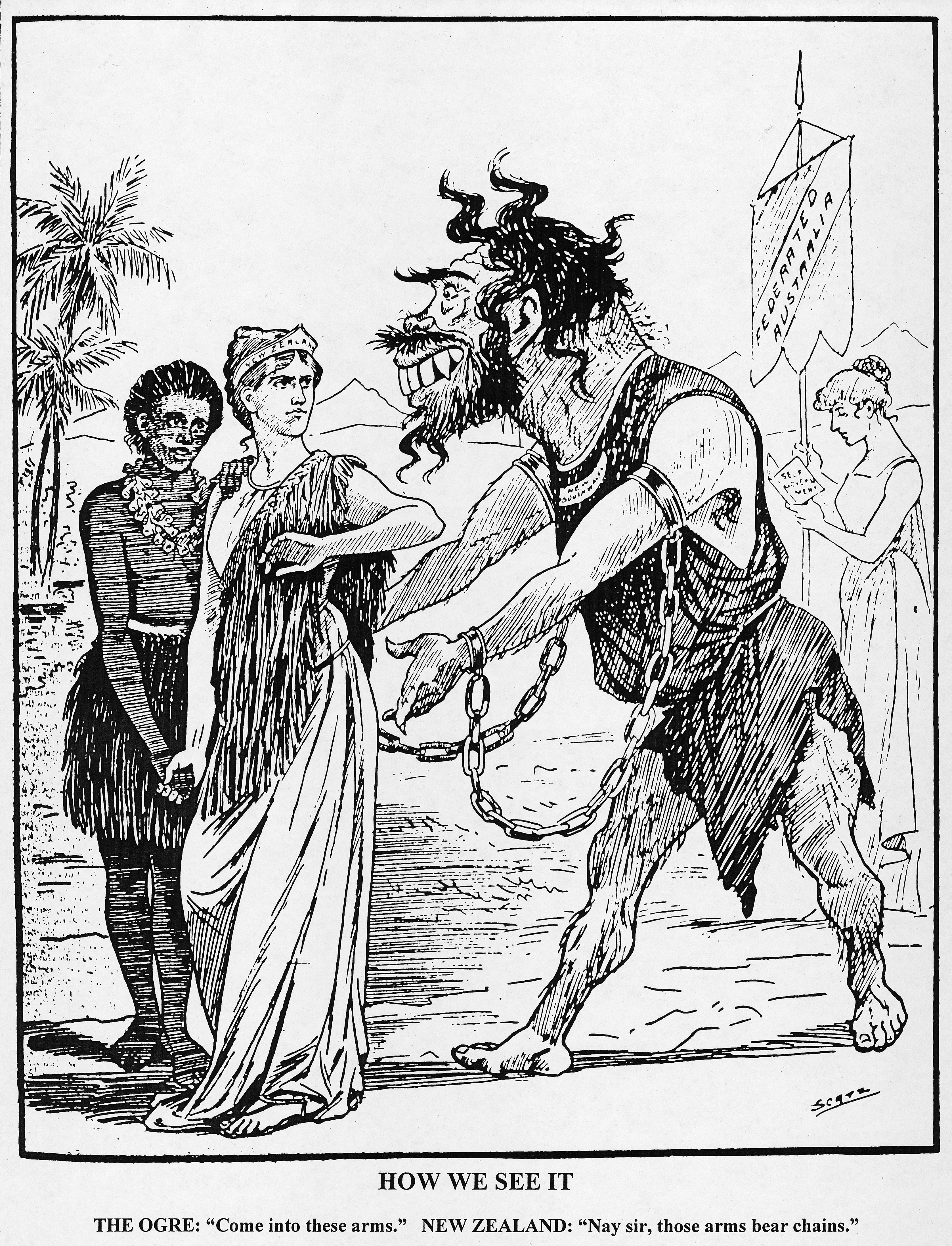
Caricatura política de 1900 que muestra a las colonias de Nueva Zelanda y Fiyi rechazando la oferta de unirse a la Federación, con Zealandia en referencia a los orígenes de Australia como colonia penal.

Una cuestión fundamental en esta primera reunión fue cómo estructurar la federación dentro de la tradición de gobierno de Westminster. La British North America Act, 1867, que había confederado las provincias canadienses, proporcionaba un modelo para la relación entre la federación y la Corona. Sin embargo, el centralismo de la Constitución canadiense suscitaba menos entusiasmo, sobre todo entre estados más pequeños. Tras la Conferencia de 1890, el modelo federal canadiense dejó de considerarse apropiado para la situación australiana.
Aunque la Constitución Federal de Suiza era otro ejemplo, era inevitable que los delegados se fijaran en la Constitución de los Estados Unidos como el otro gran modelo de federación en el mundo anglosajón. Otorgaba pocos poderes al gobierno federal, dejando la mayoría de los asuntos en manos de los estados. También establecía que el Senado debía estar compuesto por un número igual de miembros de cada estado, mientras que la Cámara de Representantes debía reflejar la distribución nacional de la población. Andrew Inglis Clark, viejo admirador de las instituciones federales estadounidenses, presentó la Constitución de los Estados Unidos como un ejemplo de protección de los derechos de los estados. La presentó como una alternativa al modelo canadiense, argumentando que Canadá era "un ejemplo de amalgama más que de federación".

### Proyecto de constitución de Clark

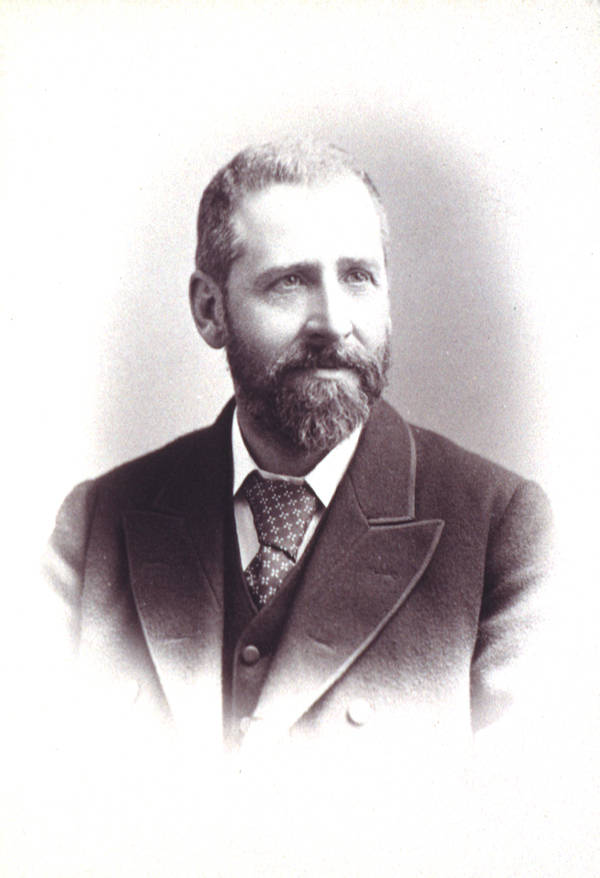
Andrew Inglis Clark, alrededor de 1907

Andrew Inglis Clark había reflexionado mucho sobre una constitución adecuada para Australia. En mayo de 1890 viajó a Londres para hacer un llamamiento al Consejo Privado en nombre del gobierno de Tasmania. Durante este viaje comenzó a redactar una constitución, basándose en las principales disposiciones de la British North America Act, 1867 y sus enmiendas hasta 1890, la Constitución de EE. UU., la Ley del Consejo Federal de Australasia y varias constituciones coloniales australianas. Clark regresó de Londres vía Boston, Massachusetts, donde discutió su borrador con Oliver Wendell Holmes Jr. y Moncure Conway, entre otros.
El borrador de Clark introdujo la nomenclatura y la forma que se adoptaron posteriormente:
- La federación australiana se denomina Mancomunidad de Australia.
- Hay tres poderes separados e iguales: el Parlamento, el Ejecutivo y el Judicial.
- El Parlamento está formado por una Cámara de Representantes y un Senado.
- Establece la separación de poderes y el reparto de competencias entre el gobierno federal y los gobiernos de los estados.

A su regreso a Hobart, a principios de noviembre de 1890, Clark, con la asistencia técnica de W. O. Wise, el redactor parlamentario de Tasmania, completó la forma final del proyecto de Constitución e imprimió varias copias. En febrero de 1891, Clark distribuyó copias de su borrador a Parkes, Barton y probablemente Playford. Este borrador siempre se concibió como un documento de trabajo privado y nunca se publicó.

### Convención Nacional de Australasia de 1891
El Parlamento propuesto por la Convención de 1891 consistía en adoptar la nomenclatura del Congreso de los Estados Unidos: una Cámara de Representantes y un Senado. La Cámara de Representantes sería elegida en distritos basados en la población, mientras que el Senado tendría una representación igual para cada "provincia". Este modelo estadounidense se mezcló con el sistema Westminster, en el que el Primer Ministro y otros ministros eran nombrados por el representante de la Corona británica entre los miembros del partido político con mayoría en la Cámara baja.
Griffith identificó con gran claridad en la Convención de Sídney quizá el mayor problema de todos: cómo estructurar la relación entre las cámaras baja y alta dentro del Parlamento Federal. La principal división se centraba en la opinión de Alfred Deakin de que la Cámara baja debía ser suprema, frente a las opiniones de Barton, John Cockburn y otros de que era esencial un Senado fuerte con poderes de coordinación. El propio Griffith recomendó dejar abierta la doctrina del gobierno responsable o modificarla sustancialmente para adaptarla a la estructura federal.
Durante el fin de semana de Pascua de 1891, Griffith editó el borrador de Clark a bordo del yate de vapor Lucinda, del gobierno de Queensland. (Clark estaba ausente, enfermo de gripe en Sídney). El proyecto de constitución de Griffith se presentó a los parlamentos coloniales, pero murió en Nueva Gales del Sur y las demás colonias no estaban dispuestas a seguir adelante.

### ¿Griffith o Clark?
La importancia del Proyecto de Constitución de 1891 fue reconocida por John La Nauze cuando declaró rotundamente que "el Proyecto de 1891 es la Constitución de 1900, no su padre ni su abuelo". Sin embargo, en el siglo XX ha surgido un animado debate sobre si el mérito principal de este proyecto corresponde a Sir Samuel Griffith, de Queensland, o a Andrew Inglis Clark, de Tasmania. El debate se inició con la publicación de la obra de Peter Botsman The Great Constitutional Swindle: A Citizen's Guide to the Australian Constitution  en 2000, y una biografía de Andrew Inglis Clark por FM Neasey y LJ Neasey publicada por University of Tasmania Law Press en 2001.
La opinión tradicional atribuye a Griffith casi toda la responsabilidad del proyecto de 1891. Quick y Garran, por ejemplo, afirman sucintamente que Griffith "tuvo la mano principal en la redacción real del proyecto de Ley". Dado que los autores de esta obra tan respetada eran miembros activos del movimiento federal, es razonable suponer que esta opinión representa -si no toda la verdad- al menos la opinión consensuada de los "padres fundadores" de Australia.

En su entrada de 1969 sobre "Clark, Andrew Inglis (1848-1907)" para el Australian Dictionary of Biography, Henry Reynolds ofrece una visión más matizada:
Antes de la Convención Nacional de Australasia, celebrada en Sídney en 1891, [Clark] distribuyó su propio proyecto de constitución. Se trataba prácticamente de una transcripción de las disposiciones pertinentes de la British North American Act, la Constitución de los Estados Unidos y la Federal Council Act, ordenadas sistemáticamente, pero iba a ser de gran utilidad para el comité de redacción de la convención. Parkes lo recibió con reservas, sugiriendo que "la estructura debía evolucionar poco a poco". George Higinbotham admitió los "defectos y desventajas reconocidos" del gobierno responsable, pero criticó el plan de Clark de separar el ejecutivo y el legislativo. El borrador de Clark también difería de la Constitución adoptada en su propuesta de "un poder judicial federal separado", con el nuevo Tribunal Supremo sustituyendo al Consejo Privado como máximo tribunal de apelación en todas las cuestiones de derecho, lo que supondría "una saludable innovación en el sistema estadounidense". Se convirtió en miembro del Comité Constitucional y presidente del Comité Judicial. Aunque participó poco en los debates, ayudó a (Sir) Samuel Griffith, (Sir) Edmund Barton y Charles Cameron Kingston a revisar el borrador original de Griffith de la constitución adoptada en el yate de vapor del gobierno de Queensland, Lucinda; aunque estaba demasiado enfermo para estar presente cuando se hizo el trabajo principal, su propio borrador había sido la base de la mayor parte del texto de Griffith.
Los partidarios de Clark se apresuran a señalar que 86 artículos (de un total de 128) de la Constitución australiana definitiva son reconocibles en el borrador de Clark, y que "sólo ocho de las noventa y seis cláusulas de Inglis Clark no llegaron a incluirse en la Constitución australiana definitiva"; pero se trata de estadísticas potencialmente engañosas. Como ha señalado el profesor John Williams:
Es fácil señalar el documento y tacharlo de mero "corta y pega" de disposiciones conocidas. Aunque estas observaciones tienen cierta validez, tienden a pasar por alto el hecho de que hay muy pocas variaciones que añadir una vez acordada la estructura básica. Así, por ejemplo, siempre iba a haber partes relativas al ejecutivo, el parlamento y el poder judicial en cualquier constitución australiana. El hecho de que Inglis Clark tomara como modelo la Constitución estadounidense no es ninguna sorpresa una vez tomada esa decisión básica. Las cuestiones de los respectivos poderes legislativos, el papel de los estados, el poder de enmienda y las cuestiones financieras fueron el detalle del debate que los redactores de la Constitución iban a abordar en 1891.
En cuanto a quién fue el responsable de la redacción detallada real, a diferencia de la estructura general y el marco del proyecto de 1891, no hay duda de que John Williams (por ejemplo) lo fue:
En términos de estilo, no se puede discutir que la Constitución de Inglis Clark no es tan nítida o limpia como el proyecto de Constitución de Kingston de 1891. Esto no es tanto una reflexión sobre Inglis Clark, sino un reconocimiento del talento de Charles Kingston y Sir Samuel Griffith como redactores. Fueron directos y económicos con las palabras. No siempre puede decirse lo mismo de Inglis Clark.

## Convención Federal de Australasia de 1897-1898
El aparente entusiasmo de 1891 se disipó rápidamente ante la oposición del rival de Henry Parkes, George Reid, y la repentina aparición del Partido Laborista en Nueva Gales del Sur, que en general desestimó la federación por considerarla una "moda pasajera". El posterior resurgimiento del movimiento de federación se debió en gran medida al crecimiento de las ligas de federación fuera de las capitales y, en Victoria, a la Asociación de Nativos Australianos. La Liga de la Federación Fronteriza de Corowa celebró una conferencia en 1893 que iba a resultar significativa, y una "Convención Popular" en Bathurst en 1896 subrayó la cautelosa conversión de George Reid a la causa de la federación. Al final de la conferencia de Corowa, John Quick propuso la idea de una convención elegida para redactar una constitución que se sometería a referéndum en cada colonia. Con el apoyo de George Reid, Primer Ministro de Nueva Gales del Sur desde 1894, el plan de Quick fue respaldado por todos los Primeros Ministros en 1895. (Quick y Robert Garran publicaron más tarde The Annotated Constitution of the Australian Commonwealth en 1901, considerada una de las obras más autorizadas sobre la Constitución australiana.) Las elecciones a la Convención Federal Australiana se celebraron en marzo de 1897 y pocas semanas después los delegados se reunieron en Adelaida para celebrar la primera reunión de la Convención, más tarde en Sídney y finalmente en Melbourne en marzo de 1898. Tras la reunión de Adelaida, los parlamentos coloniales aprovecharon para debatir el proyecto de ley y proponer enmiendas. Se adoptaron los principios básicos del proyecto de constitución de 1891, modificados por consenso para hacer más democrática la estructura constitucional. Se acordó que el Senado fuera elegido directamente por el pueblo, en lugar de ser nombrado por los gobiernos de los estados.
En otros asuntos hubo considerables desacuerdos. Los "intereses" fracturaron inevitablemente la unidad de los delegados sobre ríos y ferrocarriles, dando lugar a compromisos legalistas. Y en el plano conceptual, no sabían muy bien lo que hacían. Deakin alabó la sabia evaluación del federalismo estadounidense de James Bryce The American Commonwealth. Y Barton citó el análisis del federalismo de los colegas de Bryce en Oxford, E.A. Freeman y A.V. Dicey. Pero no puede decirse que ninguno de estos autores fuera un auténtico defensor de la federación. Para los delegados menos inclinados a leer (o citar) autores, el gran modelo de gobierno plural sería siempre el Imperio Británico, que no era en absoluto una federación.
La Convención Federal de Australasia se disuelve el 17 de marzo de 1898, tras aprobar un proyecto de Ley "Para Constituir la Mancomunidad de Australia".

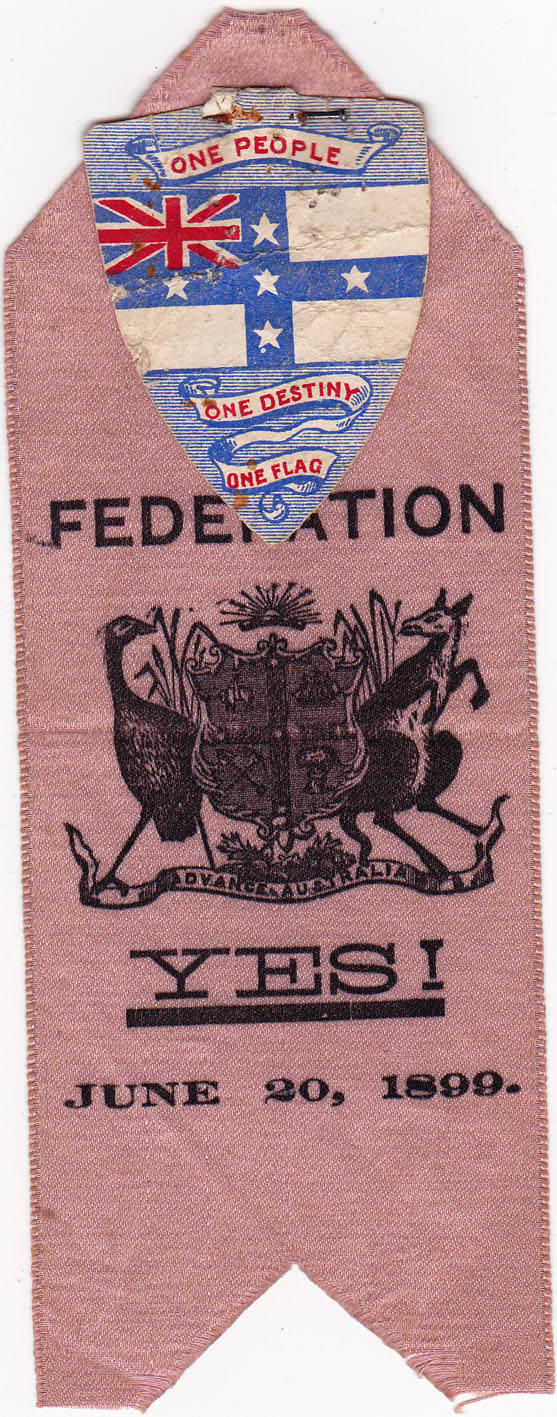
Una cinta producida en Sídney

En junio de 1898 se celebraron referendos sobre la Constitución propuesta en cuatro de las colonias. Hubo mayorías en las cuatro, pero la legislación habilitante en Nueva Gales del Sur requería el apoyo de al menos 80.000 votantes, o aproximadamente la mitad del electorado registrado, para su aprobación, y este número no se alcanzó. En una reunión de primeros ministros coloniales celebrada a principios de 1899, se acordaron varias enmiendas para hacer la Constitución más aceptable para Nueva Gales del Sur. Entre ellas, limitar a sólo diez años la "Cláusula Braddon", que garantizaba a los estados el 75% de los ingresos aduaneros; exigir que la nueva capital federal estuviera situada en Nueva Gales del Sur, pero al menos a 160 km de Sídney; y, en caso de "doble disolución", reducir de seis décimas partes a la mitad la mayoría necesaria para aprobar leyes en una sesión conjunta posterior del Senado y la Cámara de Representantes. En junio de 1899 se celebraron de nuevo referendos sobre la Constitución revisada en todas las colonias excepto en Australia Occidental, que no votó hasta el año siguiente. La mayoría de los votos fue afirmativa en todas las colonias.

### Referendos de 1898

Resultados por colonia de los referéndums de 1898

| Estado | Fecha              | A favor | A favor | En contra | En contra | Total   | Participación |
| Estado | Fecha              | Votos   | %       | Votos     | %         | Total   | Participación |
| --- | ------------------ | ------- | ------- | --------- | --------- | ------- | ------------- |
| Australia Meridional                                                                                          | 4 de junio de 1898 | 35,800  | 67.39   | 17,320    | 20.54     | 53,120  | 30,9          |
| Nueva Gales del Sur                                                                                           | 3 de junio de 1898 | 71,595  | 51.95   | 66,228    | 48.05     | 137,823 | 43.5          |
| Tasmania | 3 de junio de 1898 | 11,797  | 81.29   | 2,716     | 18.71     | 14,513  | 25,0          |
| Victoria | 3 de junio de 1898 | 100,520 | 81.98   | 22,099    | 18.02     | 122,619 | 50.3          |
| Fuente: Federation Fact Sheet 1 - The Referendums 1898-1900, AEC y Australia's Constitutional Milestones, APH |                    |         |         |           |           |         |               |

### Referendos de 1899 y 1900
| Estado | Fecha                   | A favor | A favor | En Contra | En Contra | Total   | Participación |
| Estado | Fecha                   | Votos   | %       | Votos     | %         | Total   | Participación |
| --- | ----------------------- | ------- | ------- | --------- | --------- | ------- | ------------- |
| Australia Meridional                                                                                          | 29 de abril de 1899     | 65,990  | 79.46   | 17,053    | 20.54     | 83,043  | 54.4          |
| Australia Ocidental                                                                                           | 31 de julio de 1900     | 44.800  | 69.47   | 19,691    | 30.53     | 64,491  | 67.1          |
| Nueva Gales del Sur                                                                                           | 20 de junio de 1899     | 107,420 | 56.49   | 82,741    | 43.51     | 190,161 | 63.4          |
| Queensland | 2 de septiembre de 1899 | 38,488  | 55.39   | 30,996    | 44.61     | 69,484  | 54.4          |
| Tasmania | 27 de julio de 1899     | 13,437  | 94.40   | 791       | 5.60      | 14,234  | 41.8          |
| Victoria | 27 de julio de 1899     | 152,653 | 93.96   | 9,805     | 6.04      | 162,458 | 56.3          |
| Fuente: Federation Fact Sheet 1 - The Referendums 1898-1900, AEC y Australia's Constitutional Milestones, APH |                         |         |         |           |           |         |               |

Resultados por colonia de los referendos de 1899-1900

El proyecto de ley, tal como fue aprobado por las colonias (excepto Australia Occidental, que votó después de que el Parlamento británico lo hubiera aprobado), se envió a Gran Bretaña para que el Parlamento británico lo legislara.

## Constitución Federal

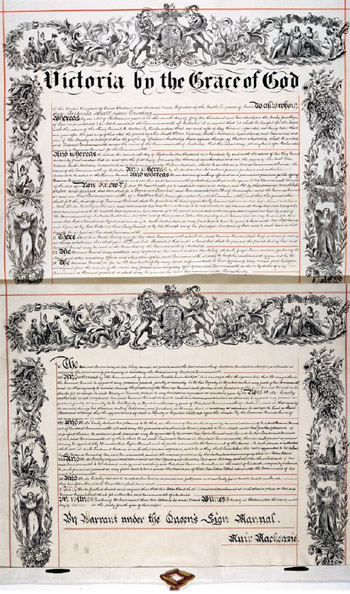
Las cartas de patente emitidas por la Reina Victoria creando el cargo de Gobernador General, emitidas en 1900 como parte del proceso de implementación de la nueva constitución federal.

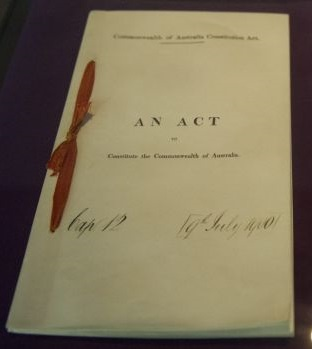
La Constitución de Australia

La Ley Constitucional de la Mancomunidad de Australia de 1900 fue aprobada el 5 de julio de 1900 y recibió el consentimiento real de la Reina Victoria el 9 de julio de 1900. Fue proclamada el 1 de enero de 1901 en el Centennial Park de Sídney. Sir Edmund Barton prestó juramento como Primer Ministro provisional, al frente de un ministerio federal interino de nueve miembros..[cita requerida]
La nueva constitución estableció un Parlamento bicameral, formado por un Senado y una Cámara de Representantes . Se creó el cargo de Gobernador General para representar a la Reina, inicialmente como representante del gobierno británico.[cita requerida]
La Constitución también preveía la creación de una Corte Supema y dividía las competencias gubernamentales entre los estados y el nuevo Gobierno de la Mancomunidad. Los estados conservaban sus parlamentos y la mayoría de sus competencias actuales, pero el Gobierno de la Mancomunidad sería responsable de asuntos como defensa, inmigración, cuarentena, aduanas, banca y acuñación de moneda.

## Hitos que llevan el nombre de la Federación

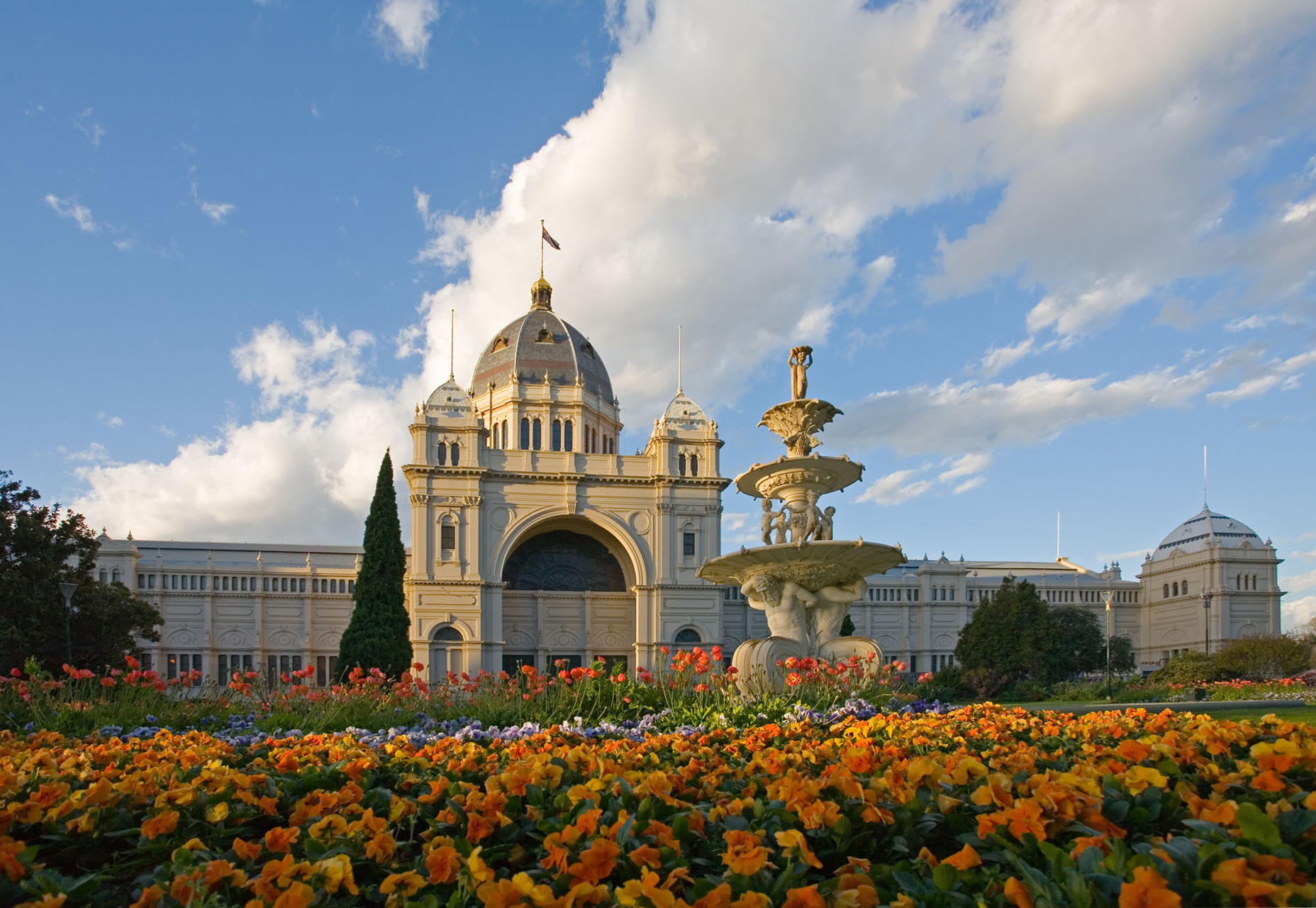
El Royal Exhibition Building en Melbourne es el sitio de la primera sesión del parlamento federal.

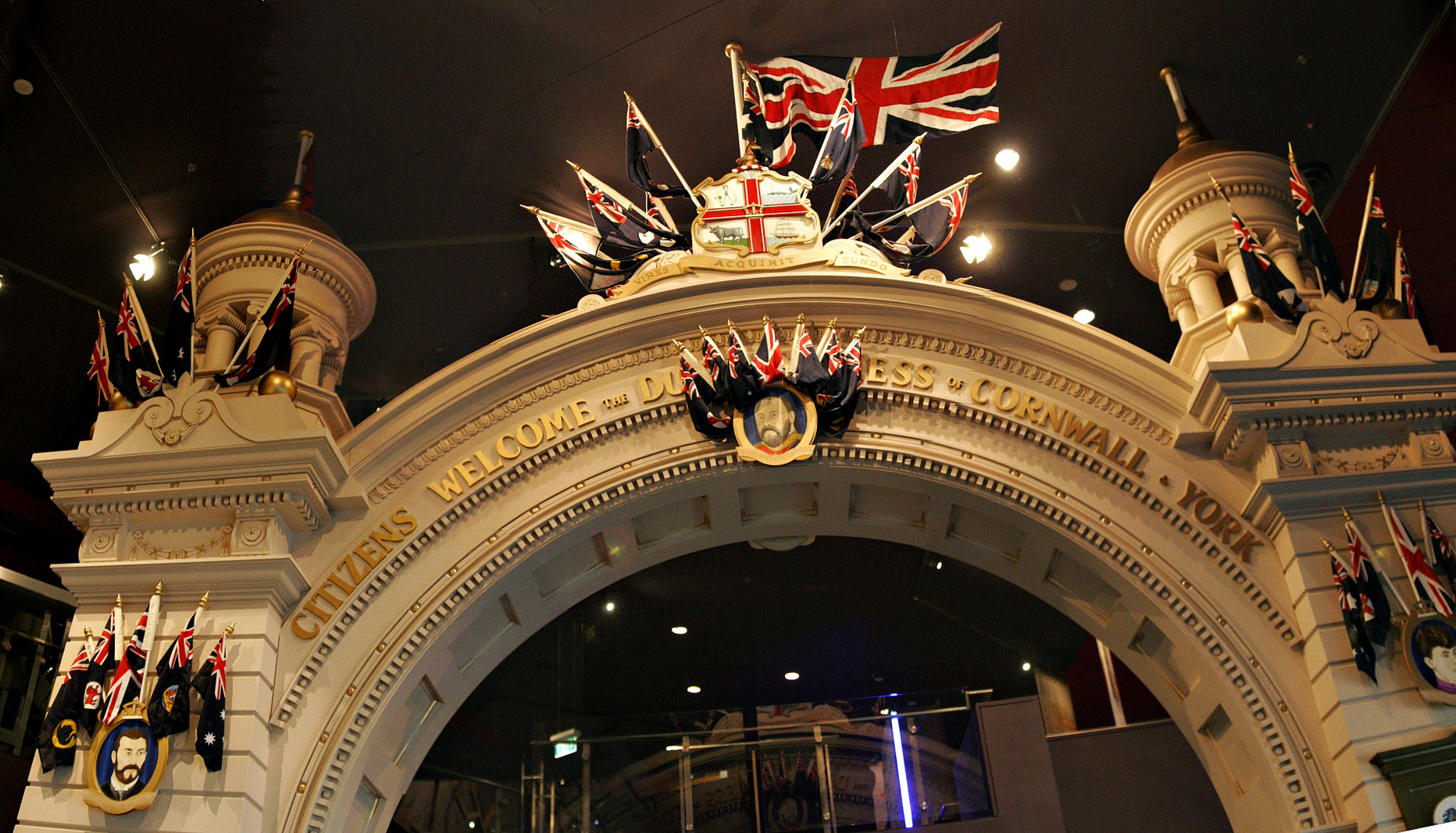
Uno de los muchos arcos hechos para celebrar la Federación, el Arco de los Ciudadanos - Museo Nacional, Canberra

La importancia de la Federación para Australia es tal que una serie de hitos, naturales y hechos por el hombre, han recibido su nombre. Éstas incluyen:
- Federal Highway, entre Goulburn, Nueva Gales del Sur y Canberra
- Federación Creek, cerca de Croydon, Queensland
- Federation Peak, Tasmania
- Federation Range, en el río Royston, unos 90 kilómetros (55,9 mi) al este-noreste de Melbourne, Victoria
- Federation Square, Melbourne, Victoria[30]
- Federation Trail, Melbourne, Victoria
- Federation University, Ballarat, Victoria

## Otras lecturas
- Baker, Richard Chaffey (1891). A Manual Of Reference To Authorities For The Use Of The Members Of The National Australasian Convention Which Will Assemble At Sydney On March 2, 1891 For The Purpose Of Drafting A Constitution For The Dominion of Australia. Adelaide: W.K. Thomas & Co.
- Bennet, Scott Cecil (1969). Annotated documents on the making of the Commonwealth of Australia. Australian National University.
- Cockburn, John A. (1905). «Imperialism and Australian Conditions». The Empire and the century. London: John Murray. pp. 446-461.
- [1]
- Hunt, Lyall (editor) (2000)Towards Federation: Why Western Australia joined the Australian Federation in 1901 Nedlands, W.A. Royal Western Australian Historical Society ISBN 0-909845-03-4
- McQueen, Humphrey, (1970/2004), A New Britannia, University of Queensland Press, Brisbane.
- Quick, John, Historical Introduction to The Annotated Constitution of the Australian Commonwealth (Sydney: the University of Sydney Library, 2000)
- Deakin, Alfred, 1880–1900 (Legislative Assembly politician) The Federal Story, The Inner History of the Federal Cause, Deakin 175 page eyewitness report. Edited by J. A. La Nauze and published by Melbourne University Press.
- Wise, Bernard Ringrose (1913). The Making of The Australian Commonwealth. Longmans, Green, and Co.